# تاریخ پرتغال
تاریخ پرتغال تاریخ سرزمین پرتغال می باشد.
نام قدیم پرتغال، پروتوکال بود که در واقع شهر کوچکی بود  در کنار رودخانه دورو که در زمان‌های قدیم شکوه و رونقی خاص داشت و ناحیه اطراف این شهر (اوپورتوی کنونی) سرزمین پرتغالی (Terra portucalense) نامیده می‌شد.
رومیان در این سرزمین آیین مسیحیت را جایگزین پرستش خدایان قدیم ساختند. این دین حتی در دوره خلفای اسلامی بر پرتغال نیز همواره باقی و برجا بود.
ویریاتوس رهبر قوم جنگاور لوسیتانی با افراد خود به پاسگاه‌های رومیان حمله کرده و با این عمل خود نظر و توجه دنیای متمدن آن روز را به خویش معطوف داشت. نجبا و اشراف مسیحی در بحبوحه قدرت دولت اسلامی، یعنی در آن زمان که سپاهیان اسلام تا سواحل رود دوئرو پیش رفته بودند، با آنها دست و پنجه نرم می‌کردند. آلفونسو هانریکوس، نبردهای ملی را متمرکز ساخت و دولت پرتغال را بنیان نهاد و خود اولین سلطان آن شد (۱۱۴۰م). پادشاهانی که پس از وی به سلطنت رسیدند در راه تحقق وحدت کشور کوشش بسیار به‌ عمل آوردند و سرزمین پرتغال را مستحکم ساختند. از جمله این سلاطین سانچوی مستعمره‌گیر، آلفونسوی دوم معروف به چاق، دینیژ کشتکار و پدروی ستمگر هستند.

## روزگار دریانوردی
بیش از چهارصد سال قبل، دریانوردان پرتغالی راه‌های دریایی گوناگونی را کشف و بر روی نقشه ثبت کردند. همین راه‌ها بود که سنگ اول بنای امپراتوری مستعمراتی عظیم پرتغال را بنیان نهاد.
در بین مردانی که در سده‌های میانه برای تبدیل پرتغال به یک ملت بزرگ دریانورد کمک کرده‌اند باید شاهزاده هانری دریانورد (۱۳۹۵–۱۴۶۰ م) را نام برد. وی، به جای آنکه به زندگی اشرافی و درباری بپردازد، گروهی از بهترین اخترشناسان، ریاضیدان و دریانوردان روزگار را گرد خود جمع کرد تا به پژوهش و بررسی جهان‌های نادیده‌ای که در ورای تمدن غرب قرار داشت، بپردازند.
کوشش‌های او منجر به این شد که دریانوردان پرتغالی از دماغه بوژادور در سواحل آفریقا بگذرند و پرتغال چنان ثروت و قدرتی پیدا کند که مدت‌ها پس از مرگ او باقی بماند.
در دوره‌ای که در تاریخ پرتغال به‌ عصر زرین شهرت دارد، اکتشافات جغرافیایی مهمی به‌ عمل آمد. بارتولومئو دیاز تا دماغه امید نیک، یعنی جنوبی‌ترین نقطه قاره آفریقا پیش راند (۱۴۸۷م). پس از وی واسکو دو گاما بزرگترین کاوشگر پرتغالی، راه‌های دریایی هند و شرق را پیدا کرد. شبکه عظیم راه‌های دریایی پرتغال موجب آن شد که این دولت پایگاه‌هایی در ایران، سیلان، چین، ژاپن، و سایر قسمت‌های جهان به‌دست آورد. جنگ شاه عباس با پرتغالی‌ها جنگی بود که دست آنها را از تنگه هرمز کوتاه کرد. این عصر زرین تا زمانی که یکی از پادشاهان اسپانیا پرتغال را تسخیر کرد، ادامه یافت.
تسلط اسپانیا بر پرتغال ۶۰ سال به طول انجامید. سرانجام پرتغالی‌ها در ۱۶۴۰م استقلال خود را بازیافتند و دگربار اقدامات سریعی به‌منظور تحکیم پایه‌های سیادت دریایی، که در مدت تسلط اسپانیایی‌ها تا حدی به دست انگلیسی‌ها و هلندی‌ها افتاده بود، به عمل آوردند. در همین دوره است که پرتغالی‌ها سرزمین گسترده و پر ثروت برزیل را کشف کردند و آن را مستعمره خویش ساخته قهوه و شکر و برنج و الماس آن را به کشور خود بردند.